# Рейберн, Сэм
Сэмюэл Талиаферро Рейберн (чаще Сэм Рейберн; англ. Samuel Taliaferro Rayburn; 6 января 1882, округ Рон, Теннесси — 16 ноября 1961, Бонем, Техас) — американский политик, 43-й спикер Палаты представителей Конгресса США — пребывал в должности спикера рекордные 17 лет (в сумме); конгрессмен с 1913 по 1961 год; сторонник принятия Актов о гражданских правах 1957 и 1960 годов; способствовал строительству шоссе «US 66».

## Работы
- «Speak, Mister Speaker» (1978)
- Public Utility Act of 1935 : Mr. Rayburn from the committee of conference, submitted the following report (1935)